# Ángela Vidal Herrero
Ángela Juana Vidal Herrero (Medina de Rioseco, Valladolid, 27 de diciembre de 1828 - Madrid, 3 de febrero de 1897), esposa por segundas nupcias con Práxedes Mateo Sagasta, con el que tuvo dos hijos, José Mateo-Sagasta y Vidal y Esperanza Mateo-Sagasta y Vidal. 

## Biografía
Ángela conoce a Práxedes en Zamora, donde se crio ella, en 1848, cuando este ejercía allí de Ingeniero de Caminos. Y comienza a salir, pero al estar ella casada no pueden casarse hasta la muerte del primer marido, Nicolás Abad Alonso, que ocurre el 8 de enero de 1885. La boda se realiza en la iglesia de San Sebastián de Madrid el 16 de febrero de 1885.
Su papel de esposa trascendía el de mera señora de la casa. «Era una mujer excepcional. Cuando lo habitual era que las esposas fueran anuladas por sus maridos y que no pudieran ni siquiera tener ninguna propiedad a su nombre, ella poseía un talento innato para los negocios y hacía y deshacía sin que su marido tuviera que estar al tanto de las decisiones».
También es indudable su influencia en política, ya que diversos cargos en gobiernos de Sagasta los ejercen personas del entorno familiar de los Vidal. Y aunque nunca pudo ser recibida en Palacio frente a su esposo, reconocido y condecorado por la reina regente, María Cristina, no sucedía lo mismo en el vecino Portugal. 
Las relaciones entre los liberales españoles y la monarquía portuguesa siempre fueron muy fluidas, como prueba la abundante correspondencia entre Sagasta y el rey de Portugal. A la zamorana de adopción le fue concedida la condecoración de Dama de la Orden de Isabel de Portugal. Puede que para compensar esa discriminación que por su situación extraconyugal padeció Ángela Vidal. Su hija pequeña, Esperanza, nacida el 14 de febrero de 1875, accedió pronto a dama de la Corte española y tan solo dos años después de la muerte de su padre recibió el Condado de Sagasta.
El 3 de febrero de 1897, con 68 años, Ángela moría en su domicilio madrileño de la Carrera de San Jerónimo, a causa de una hemorragia cerebral.